# Gefährlicher Sommer
Gefährlicher Sommer ist ein Buch von Ernest Hemingway, das 1985 postum unter dem englischen Titel The Dangerous Summer erschien.
Vom Frühjahr bis in den Herbst 1959 unternimmt Hemingway gemeinsam mit seiner Frau Mary eine Reise durch die Stierkampfarenen Spaniens. Spätestens seit 1926, dem Erscheinungsjahr von Hemingways Roman Fiesta, ist der Autor als Aficionado (Stierkampfliebhaber und -kenner) bekannt. Hemingway sucht und findet also 1959 Plätze seiner Jugend. Der scharfe Autorenblick fällt besonders auf die alten Gesichter unter den Passanten. Kein Mund darin ist verbittert. Ein solcher Mund zeigte nämlich Niederlagen an. Niederlagen gibt es nicht. Mit Tod am Nachmittag hatte der Autor 1932 der nichtspanischen Welt gewissermaßen ein umfassendes „Lehrbuch“ über den spanischen Stierkampf vorgelegt. In Gefährlicher Sommer wiederholen sich nun die Beschreibungen des Kampfs gegen den schweren „Stier, der den Tod in seinen Hörnern“ (S. 195) trägt. Hemingway legt nicht bloß einen simplen Reisebericht vor. Sogleich nach dem Einstieg in den Text bemerkt der Leser das Vorhandensein einer Fabel. Erzählt wird vom Kampf zweier konkurrierender Matadore – Antonio Ordóñez und Luis Miguel Dominguín. Die beiden Stierkämpfer sind verschwägert. Carmen ist Miguels Schwester und Antonios Ehefrau. Hemingway schlägt sich ins Lager Antonios und zieht mit ihm in jenem Sommer 1959 kreuz und quer durch Spanien von Arena zu Arena – nach Madrid, Málaga, Sevilla, Córdoba, Valencia, Barcelona, Saragossa, Bilbao und sonstwohin. Die Strecken lassen sich aus Termingründen nicht immer im PKW zurücklegen. Das Flugzeug wird benutzt. Während eines Fluges von Málaga nach Madrid sitzt Hemingway „wie auf glühenden Kohlen“ (S. 165), denn Kapitän und Copilot haben Antonio und Miguel spaßeshalber einmal ihre Sitze überlassen. Man glaubt in Spanien wohl, Matadore seien Allrounder.
In der Nähe von Málaga bewohnt Hemingway die komfortable Operationsbasis La Consula, „ein bißchen kleiner als der Escorial“. Von dort unternimmt er im PKW seine Exkursionen zu den Arenen Spaniens. In das Refugium La Consula zieht sich der Arbeiter am Text zurück. Dort richtet auch Mary am 21. Juli 1959 seinen 60. Geburtstag aus. Dorthin lädt er Antonio nach einer Hornverletzung zur Genesung ein. Beide baden im Meer und amüsieren sich – beurteilen Leute auf den ersten Blick, „wie man es bei Stieren macht“ (S. 80). Überhaupt entspricht Hemingways Lebensstil dem American Way of Life: Ein Fahrer, der die Bergpässe erbärmlich nimmt und zum Überfluss in Madrid nicht mal richtig einparken kann, wird sofort nach Málaga entlassen. Don Ernesto und Gefolge dinieren standesgemäß an allen bedeutenderen Plätzen. Gastwirte kennen den Nobelpreisträger für Literatur und dienern; bieten frischen Spargel an. Auf der o. g. Geburtstagsparty schießt man sich die brennende Zigarette aus dem Mund. Der anwesende Arzt hat sich aus dem Spielchen herauszuhalten. Unterwegs zwischen zwei Corridas nimmt man junge Nichtspanierinnen „gefangen“. Die Ehefrauen müssen den reinen Übermut ertragen...
Hemingway schildert Miguel in der Auseinandersetzung mit Antonio als den schwächeren. Und folgerichtig befindet sich Hemingway am Schluss des Buchs auf der Gewinnerseite. Trotzdem bewundert er Miguels „ehrfürchtige Konzentration bei der Arbeit“, die „alle großen Künstler auszeichnet“ (S. 82). Den Kampf gegen den Stier als Kunstwerk zelebrieren, das ist es. Hemingway wird nicht müde, jenen Vorgang zu beschreiben, bei dem der Stier immer verliert. Wenn der Matador dem Stier den Todesstoß versetzt, stellt das Hemingway mitunter als Freundestat hin. Dem kann der Leser nicht folgen. Zwiespältige Gefühle kommen beim Lesen auf, wenn der Matador den Stier unter Blasmusikbegleitung in die genehme Position manövriert oder wenn Hemingway wie ein ungezogener Junge trotzig gegen den Tod anschreibt (S. 123). Obwohl – das Buch handelt ja vom Tode, von der Verdrängung der Angst vor dem Aufgespießtwerden. Die Angst ist angebracht. Antonio hat mehr als 12 schwere Hornverletzungen hinter sich und betritt die Arena immer wieder, tritt in der ausverkauften Arena von Bilbao vor Doña Carmen Polo de Franco, die Frau des Staatsoberhauptes, vor Pablo Picasso und siegt.
Es gibt auch halb leere Arenen. Die Manager treiben die Eintrittspreise hoch. Aber der Matador sieht darüber hinweg wie über seine Niederlagen. Auf die Ehrenrunde ist er aus, die er nach dem makellosen Töten läuft mit seiner Cuadrilla (Stierkämpfer-Truppe mit dem Matador als Haupt). Zigarren, „Damenhandtaschen, Schuhe, Blumen, Weinschläuche und Strohhüte“ (S. 128) werden zugeworfen. Die Cuadrilla wirft alles zurück – bis auf die Zigarren. Am schönsten für den siegreichen Matador ist die Ermüdung – jedoch nicht die vom Kampf, sondern vom Getragenwerden auf den Schultern des begeisterten Publikums. Aber die Todesangst bleibt. Antonio lässt im Hotelzimmer seinen tragbaren Altar aufstellen und betet zu Gott.
Der Erzählton lässt mitunter aufhorchen: „...daß der Wolkenbruch ihm den Stier versaut hatte ...“ (S. 109) oder „bei den schweinisch hohen Preisen“ (S. 47). Das schmale Buch ist – von den oben angeführten permanenten Wiederholungen der Stierkampfszenen abgesehen – durchweg lesbar und spannend. Gemeint ist zum Beispiel die Stelle am Romanschluss, wenn in der Arena Ruhe eintritt und „Papa“ Hemingway das Klicken eines Fächers hinter sich hören kann. Das Verständnis und den Überblick fördern die Kartenskizze auf S. 7 und das Verzeichnis der Fachausdrücke auf S. 203 bis 220. Zwischen den S. 96 und 97 sind Fotos gebunden, die den Text so eindrucksvoll illustrieren.

## Deutschsprachige Literatur
Quelle
- Ernest Hemingway: Gefährlicher Sommer. Reinbek 2001, ISBN 3-499-12457-2

Deutsche Erstausgabe
- Ernest Hemingway: Gefährlicher Sommer. Deutsch von Werner Schmitz. Mit einigen schwarz-weiß Fotografien. Rowohlt Verlag, Reinbek bei Hamburg 1986. 219 Seiten

Sekundärliteratur
- Hans-Peter Rodenberg: Ernest Hemingway. Reinbek 1999, ISBN 3-499-50626-2